# Daddy nostalgie
Pour plus de détails, voir Fiche technique et Distribution.
Daddy nostalgie est un film français réalisé par Bertrand Tavernier, sorti en 1990.

## Synopsis
Caroline, scénariste d'origine irlandaise, descend dans une petite ville côtière du Var pour rendre visite à son père à l'hôpital. Elle passe alors quelques jours en compagnie de ses parents, et noue une complicité avec son père, trop souvent absent dans sa jeunesse.

## Fiche technique
Sauf indication contraire, les informations mentionnées dans cette section peuvent être confirmées par la base de données cinématographiques Unifrance,  présente dans la section « Liens externes ».
- Titre : Daddy Nostalgie
- Réalisation : Bertrand Tavernier
- Scénario : Colo Tavernier
- Production : Adolphe Viezzi
- Musique : Antoine Duhamel
- Photographie : Denis Lenoir
- Montage : Ariane Bœglin
- Décors : Jean-Louis Povéda
- Son : Michel Desrois
- Costumes : Christian Gasc
- Pays de  production : 100 %  France
- Langues de tournage : français, anglais
- Format : Couleurs - 2,35:1 - Mono - 35 mm
- Genre : drame
- Durée : 105 minutes
- Date de sortie : 5 septembre 1990

## Distribution
- Jane Birkin : Caroline
- Dirk Bogarde : Daddy
- Odette Laure : Miche
- Emmanuelle Bataille : Juliette
- Charlotte Kady : Barbara
- Michele Minns : Caroline enfant
- Sophie Dalezio : Infirmière
- Sylvie Segalas : Infirmière
- Hélène Lefumat : Patiente de l'hôpital
- Andrée Duranson : Yvonne
- Raymond Defendente : Jimmy
- Fabrice Roux : Le pêcheur
- Gilbert Guerrero : Le serveur du restaurant
- Louis Ducreux : L'homme émerveillé du métro

## Autour du film
- Dirk Bogarde, qui incarne dans Daddy nostalgie un personnage au crépuscule de sa vie, tourne ici son dernier film.
- Le film est dédié à Michael Powell, cinéaste admiré de Bertrand Tavernier, mort en 1990. Tavernier a grandement contribué à faire connaître Powell en France, ainsi qu'à le réhabiliter aux yeux de la critique anglaise.

## Distinctions

### Récompense
- Meilleur acteur pour Dirk Bogarde au Festival de Valladolid

### Nominations
- César de la meilleure actrice dans un second rôle pour Odette Laure
- Sélection officielle du Festival de Cannes 1990